# Румынский атенеум
Румынский атенеум (рум. Ateneul Român) — концертный зал в центре Бухареста (Румыния). Один из главных ориентиров румынской столицы. Ныне главный концертный зал города, место проведения ежегодного международного музыкального фестиваля. С 1889 года — главная концертная площадка Бухарестского филармонического оркестра имени Джордже Энеску.

## История
В 1865 году ряд румынских деятелей культуры и науки основал румынское культурное общество Атенеум (Atheneum). С целью служения искусству и науке в 1888 году в Бухаресте был открыт румынский Атенеум.
Здание было построено по проекту французского архитектора Альберта Галлерона на средства знатного валашского боярского рода — Вакареску и торжественно открыто в 1888 году, хотя работы по его отделке продолжались до 1897 г. Часть средств на строительство была получена по открытой подписке в течение 28 лет. В Румынии до сих пор помнят призыв: «Пожертвуйте один лей на Атенеум!».
После распада Австро-Венгрии, 29 декабря 1919 г., Атенеум был местом проведения конференции ведущих румынских деятелей, проголосовавших за ратификацию договора о присоединении Бессарабии, Трансильвании и Буковины к Королевству Румыния, в так называемую Великую Румынию.

## Здание Атенеума
Богато украшенное, куполообразное, круглое по форме здание неоклассического стиля с элементами романтизма. Перед зданием находится небольшой парк с памятником румынскому поэту Михаю Эминеску.
Внутри на первом этаже расположен большой конференц-зал, выше — зрительный зал на 600 мест в партере и 52 — в ложах.
Внутреннюю часть круглой стены концертного зала украшает фреска художника Костина Петреску, 70 м в длину и 3 м в ширину, изображающая наиболее важные моменты румынской истории, начиная с завоевания Дакии римским императором Траяном и заканчивая возникновением Великой Румынии в 1918 году, разделённые на 25 сюжетов. Работы по росписи были начаты в 1933 году и торжественно представлены публике 26 мая 1939 года.
В 1935 году по инициативе Джордже Энеску были собраны средства и начаты работы по постройке и установке концертного органа в главном зале Атенеума. В честь завершения работ был дан торжественный концерт 22 апреля 1939 года в исполнении Франца Шютца, директора Венской академии музыки и исполнительского искусства.
В 1992 году были проведены реставрационные работы на сумму 9 миллионов евро, средства на которые были выделены в равных долях правительством Румынии и Советом Европейского банка развития.
Румынский атенеум сегодня является символом румынской культуры. В 2007 году здание было внесено в Список европейского наследия.

## Галерея

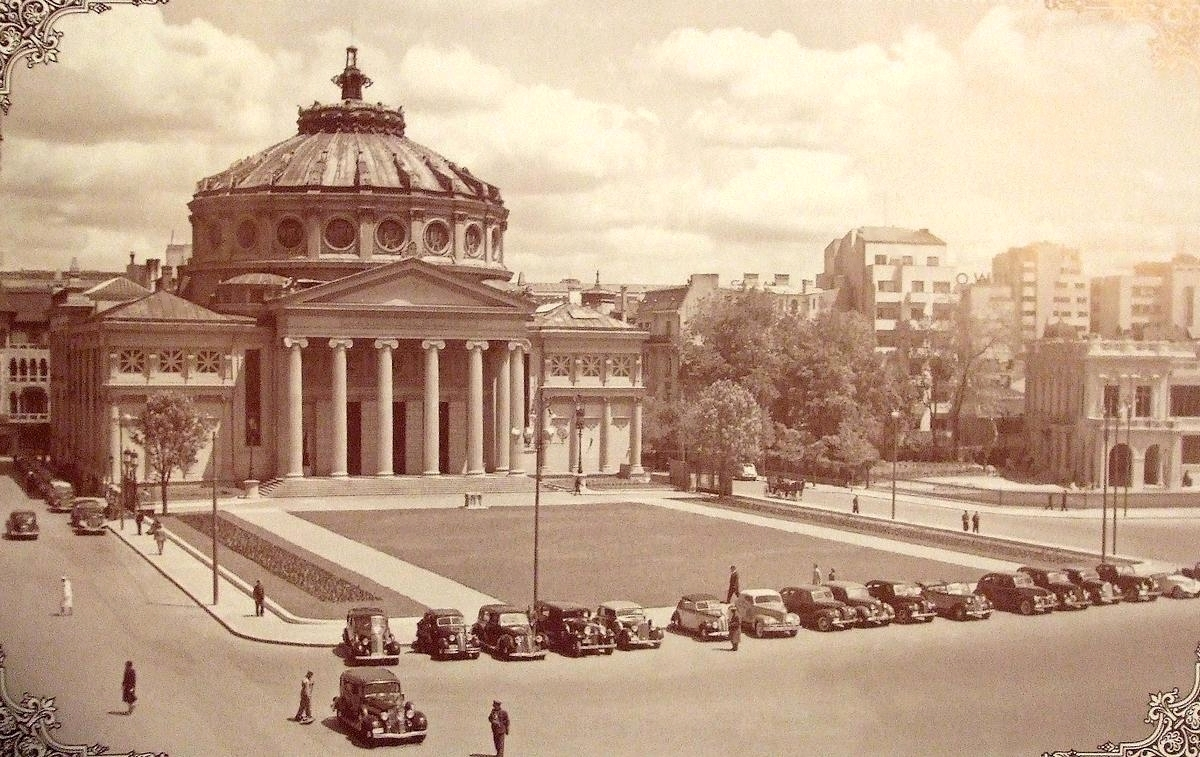
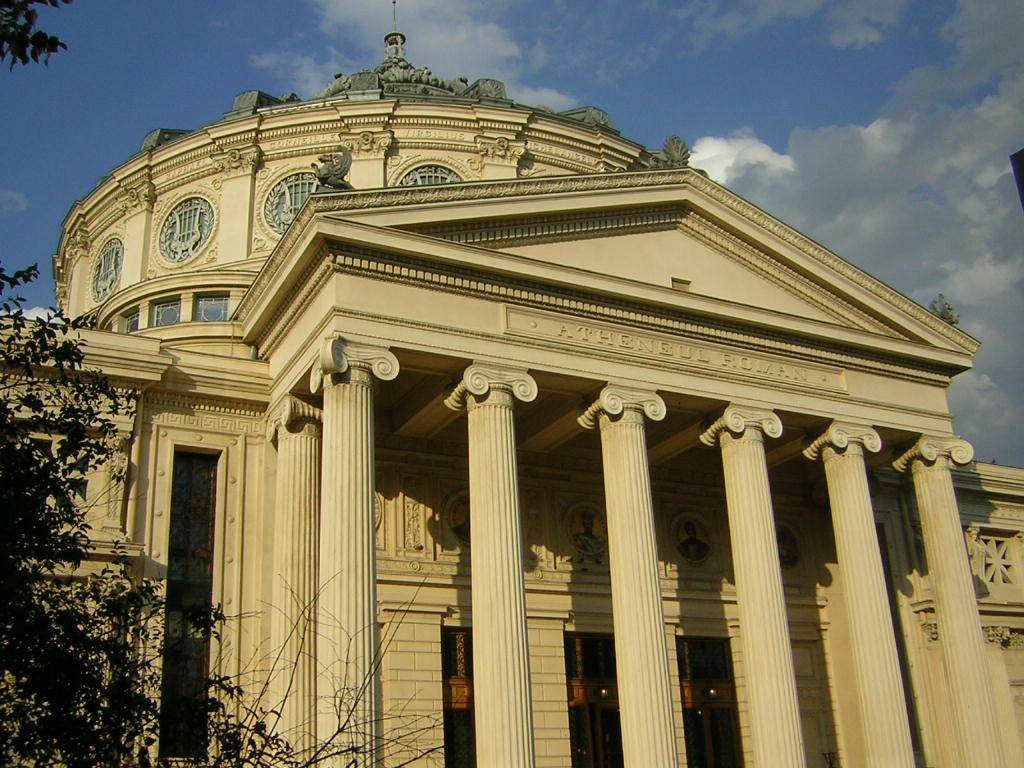
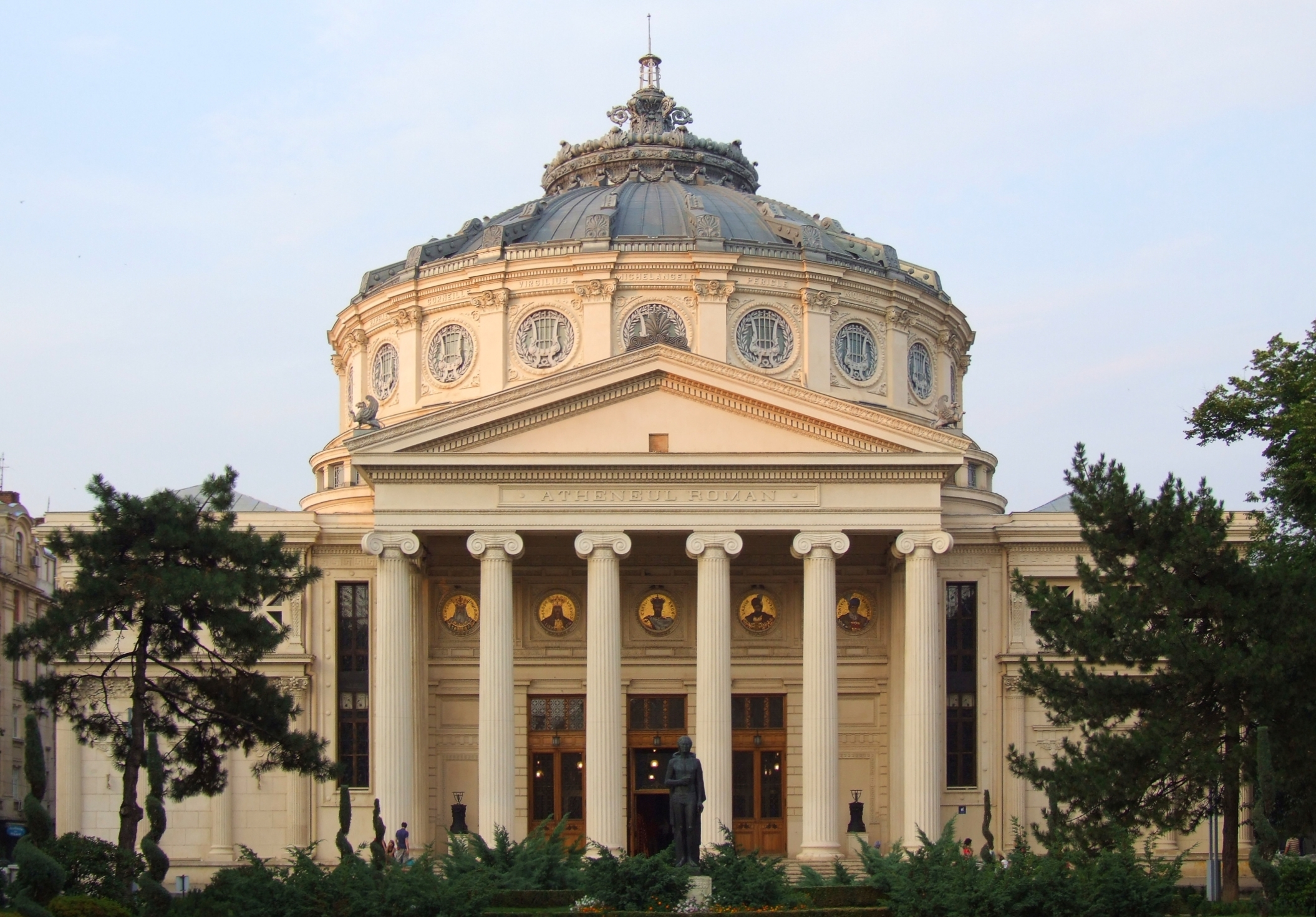
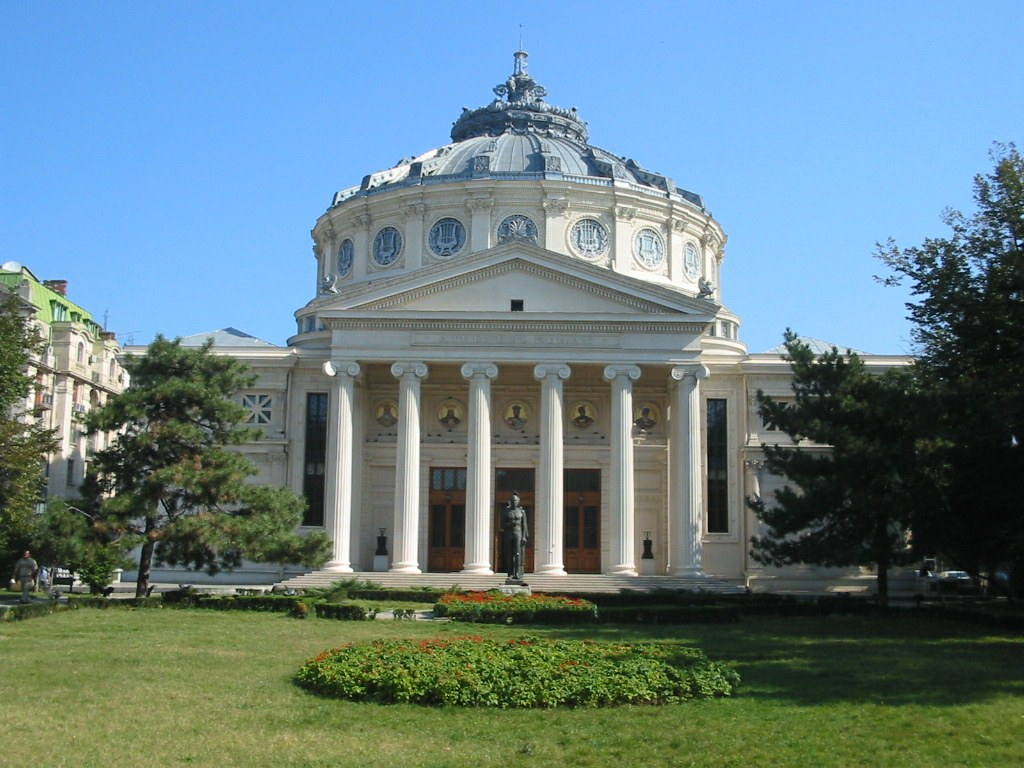
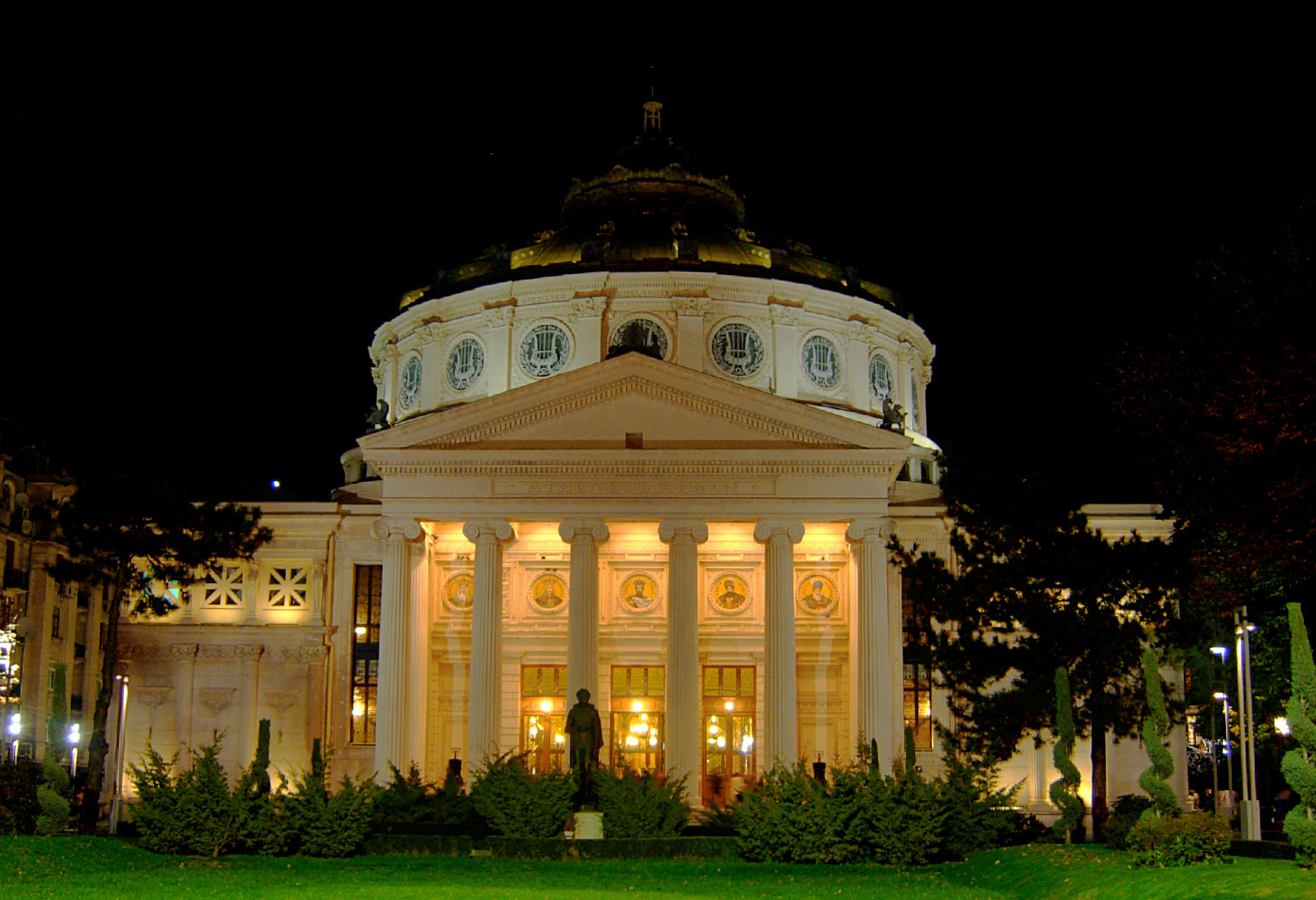
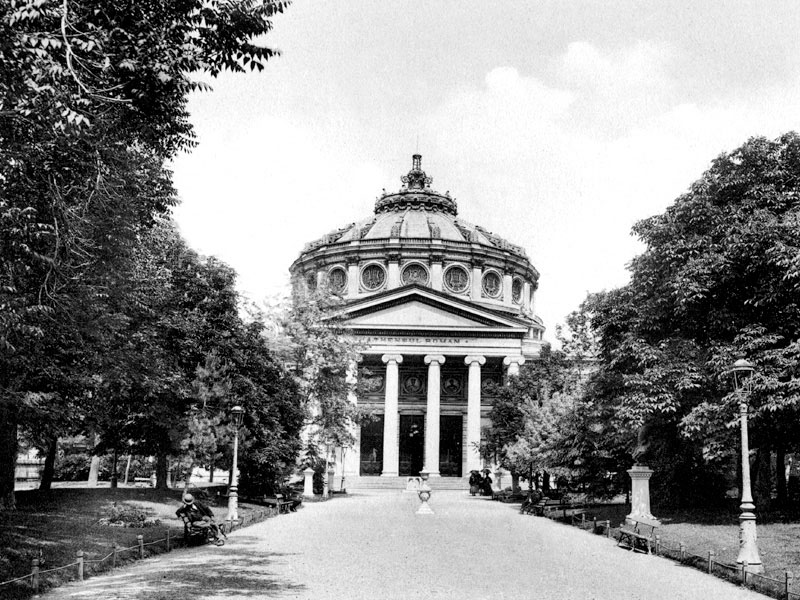
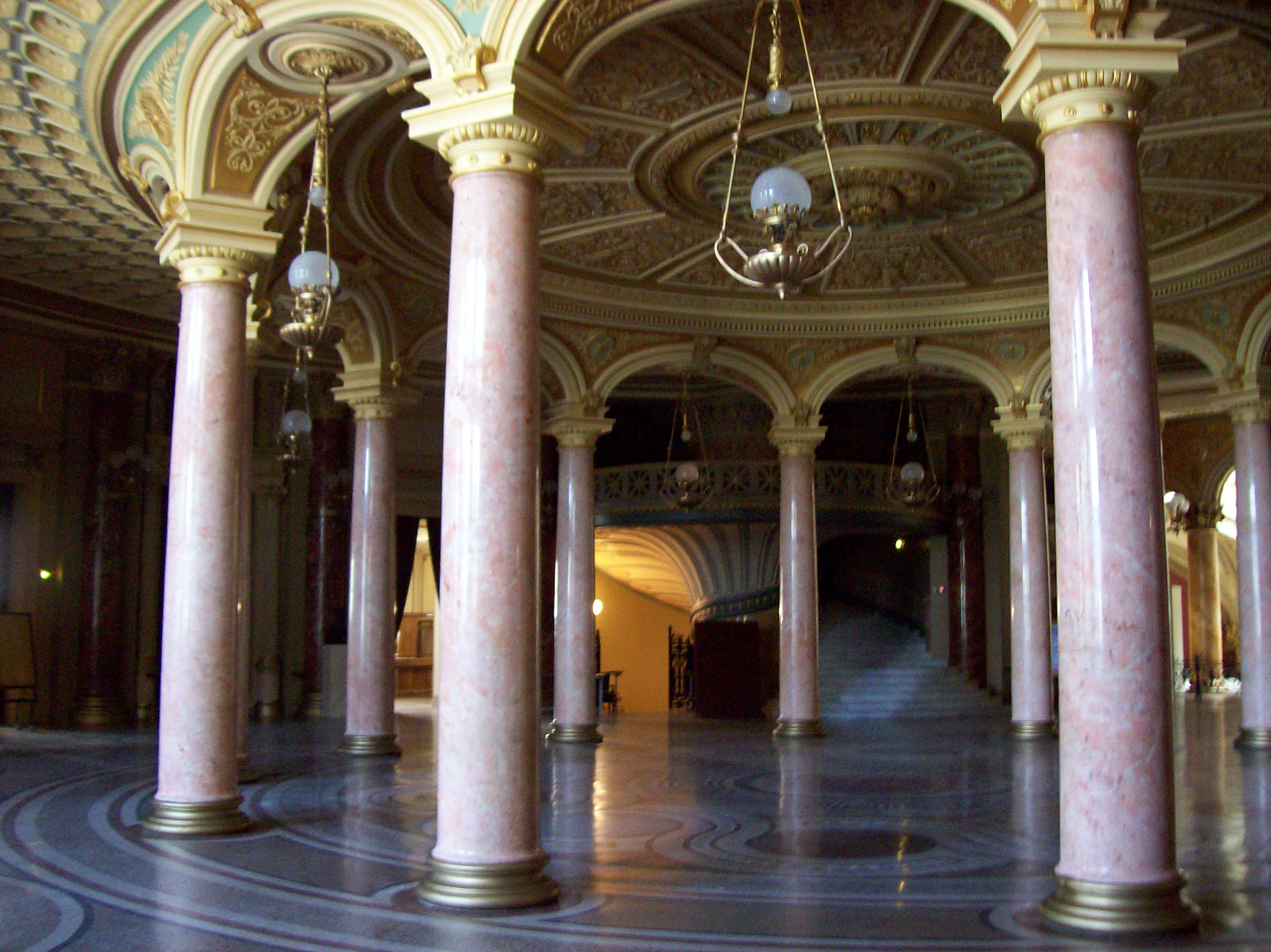
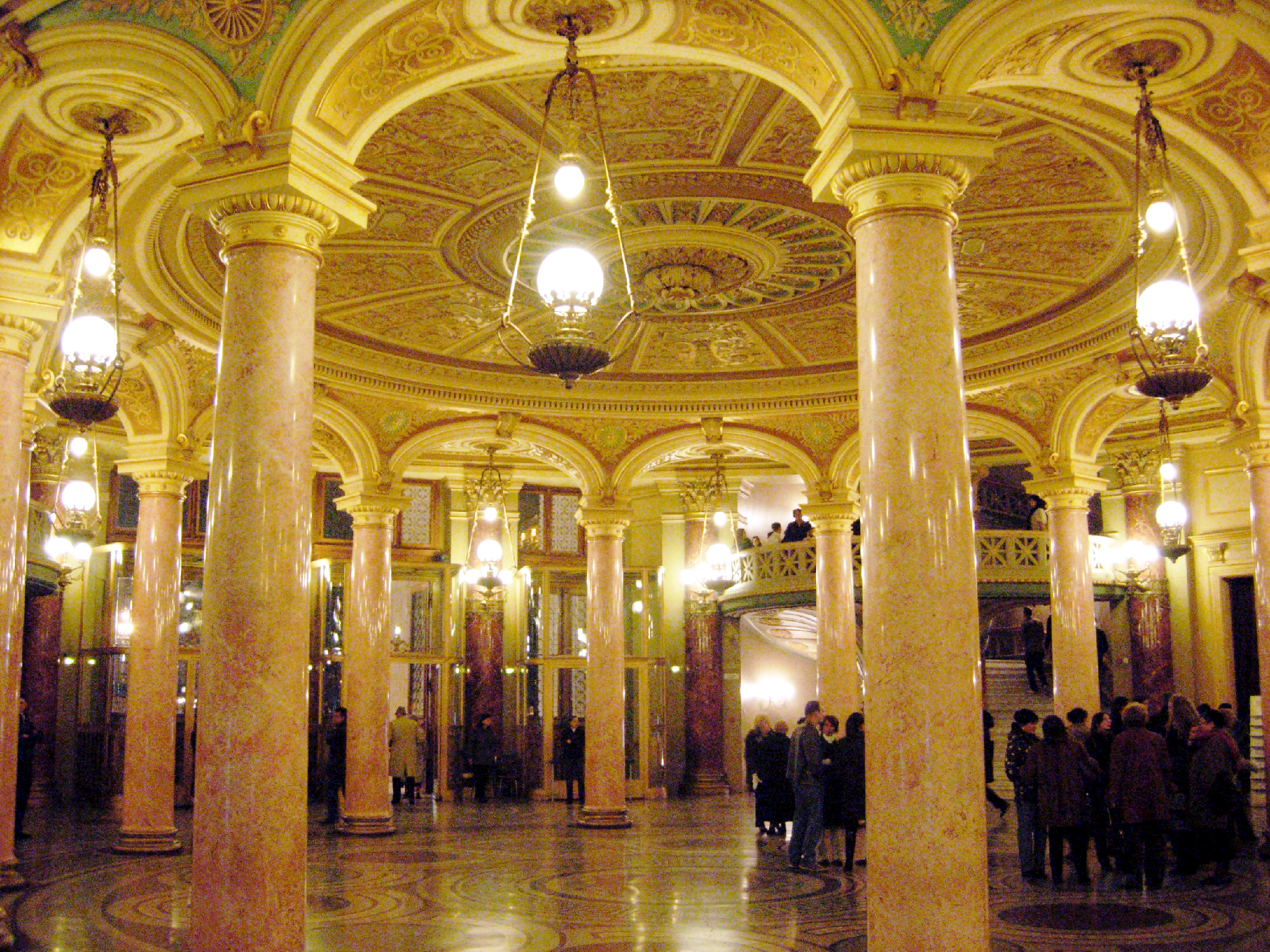
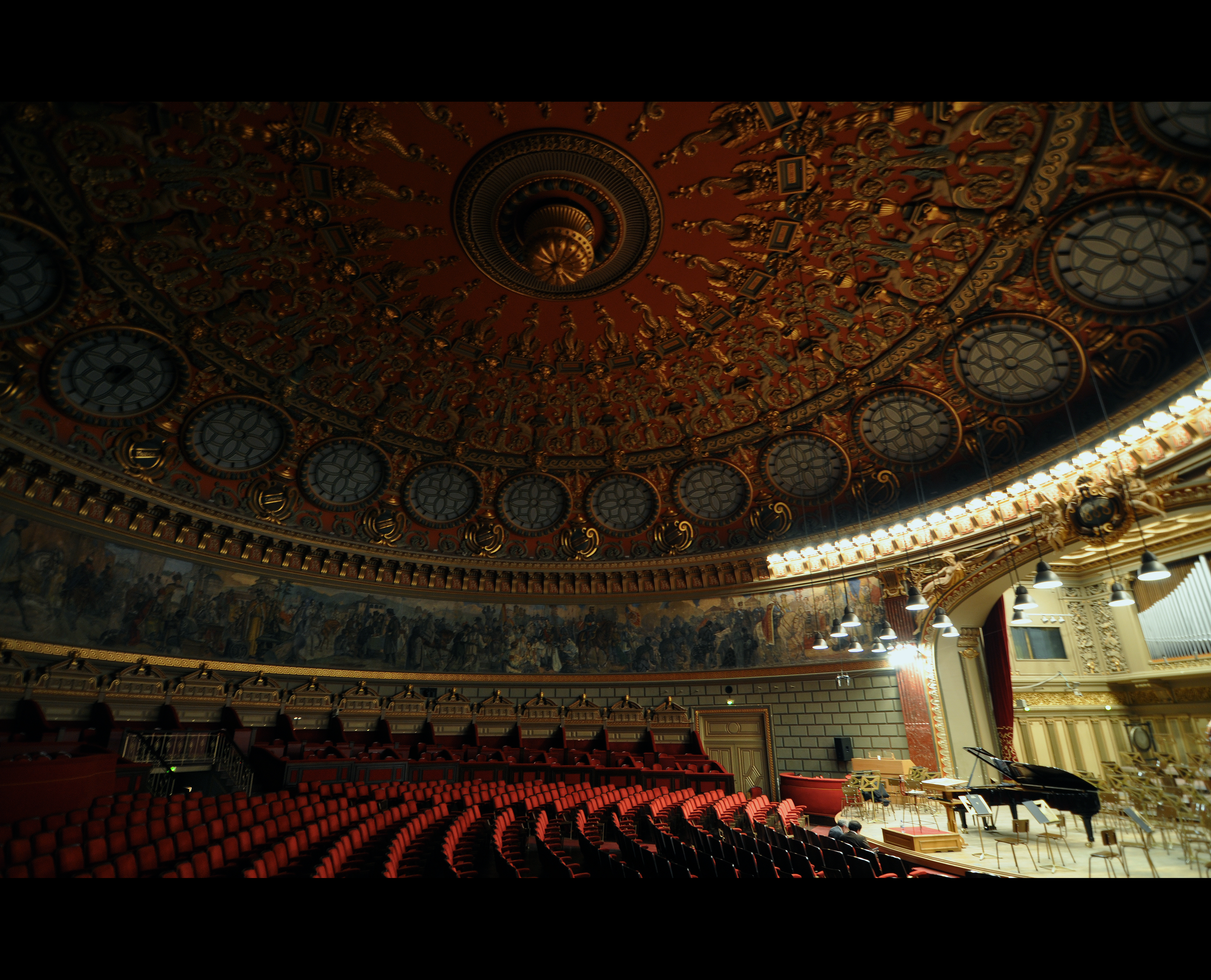
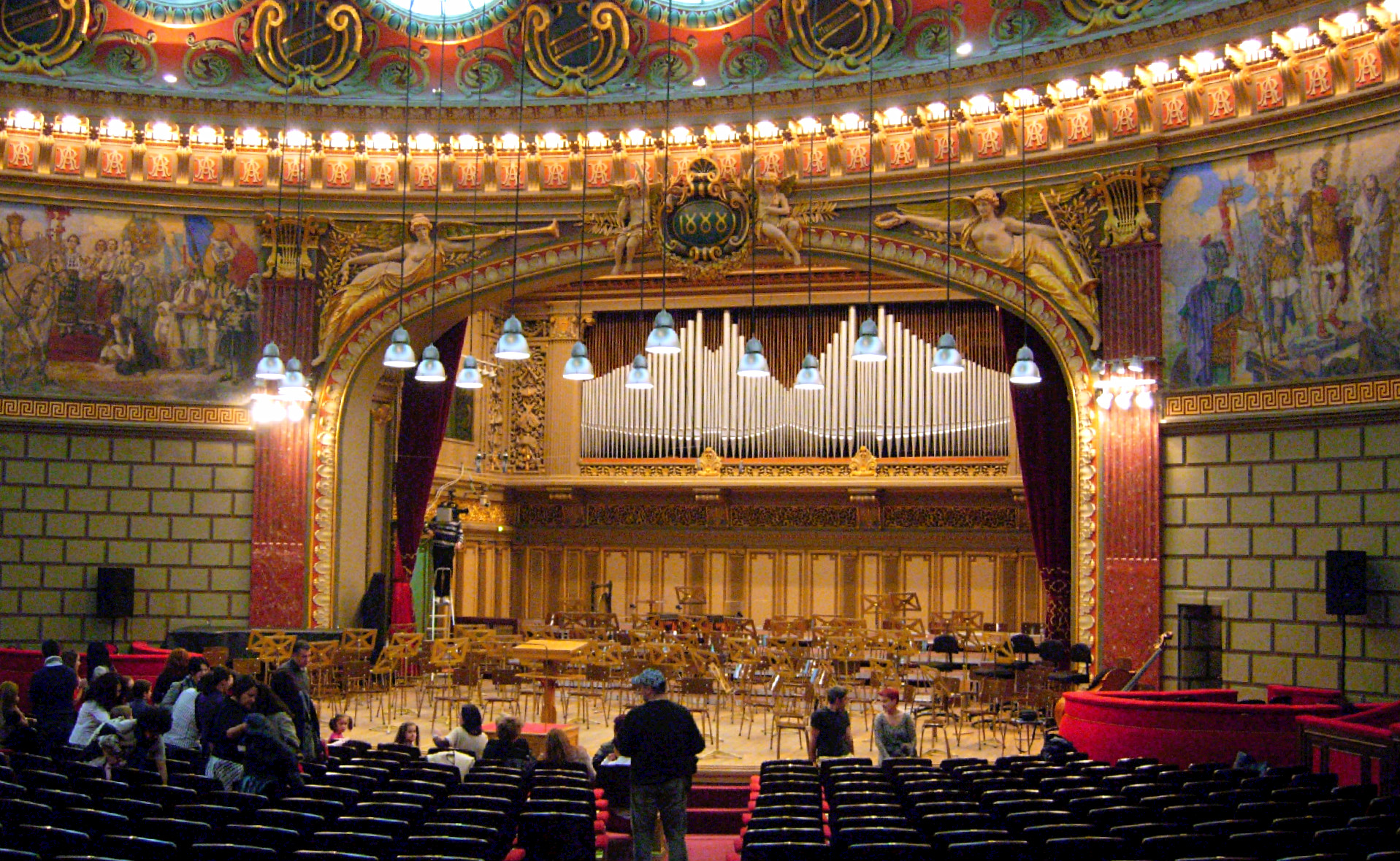
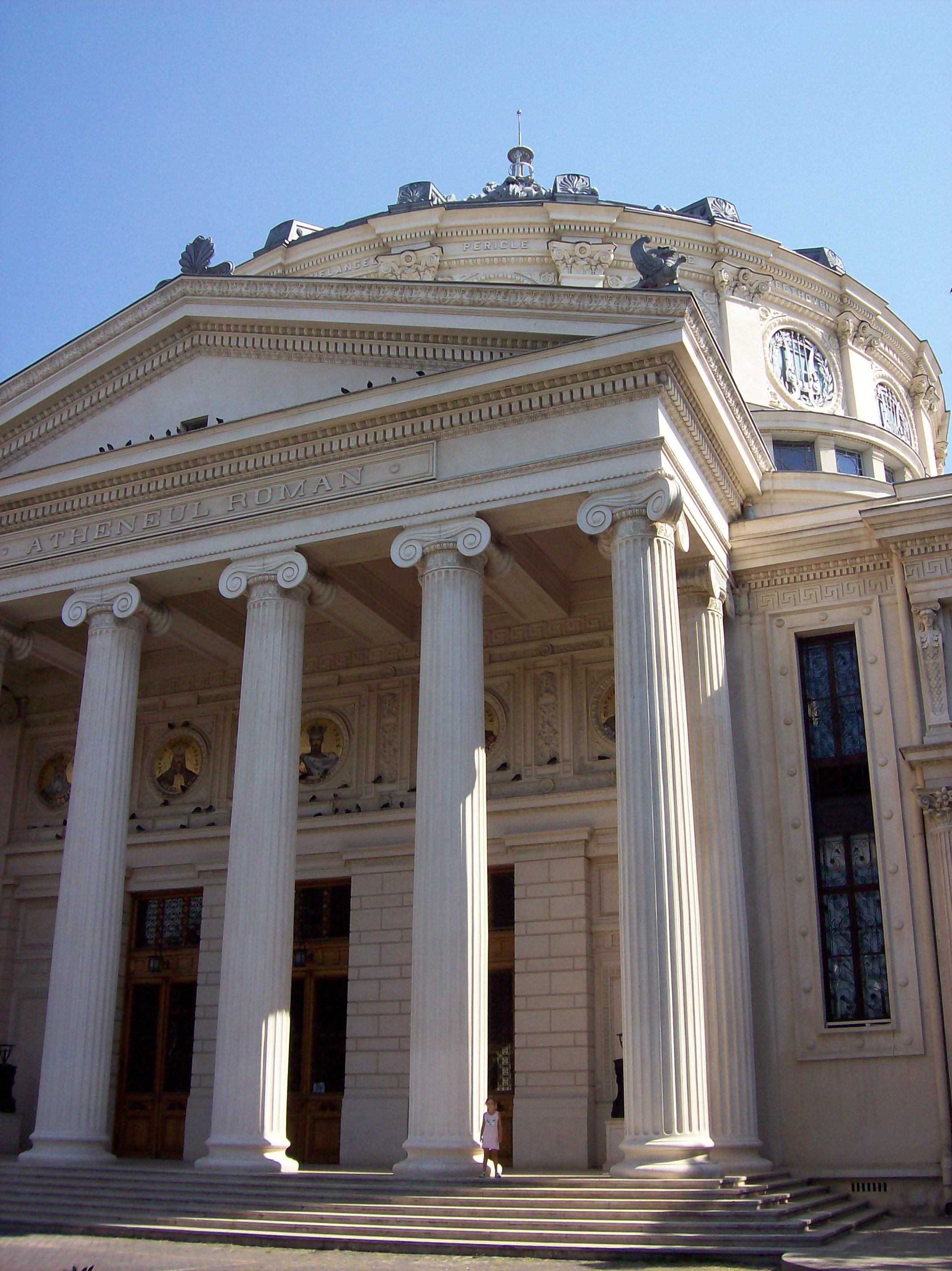
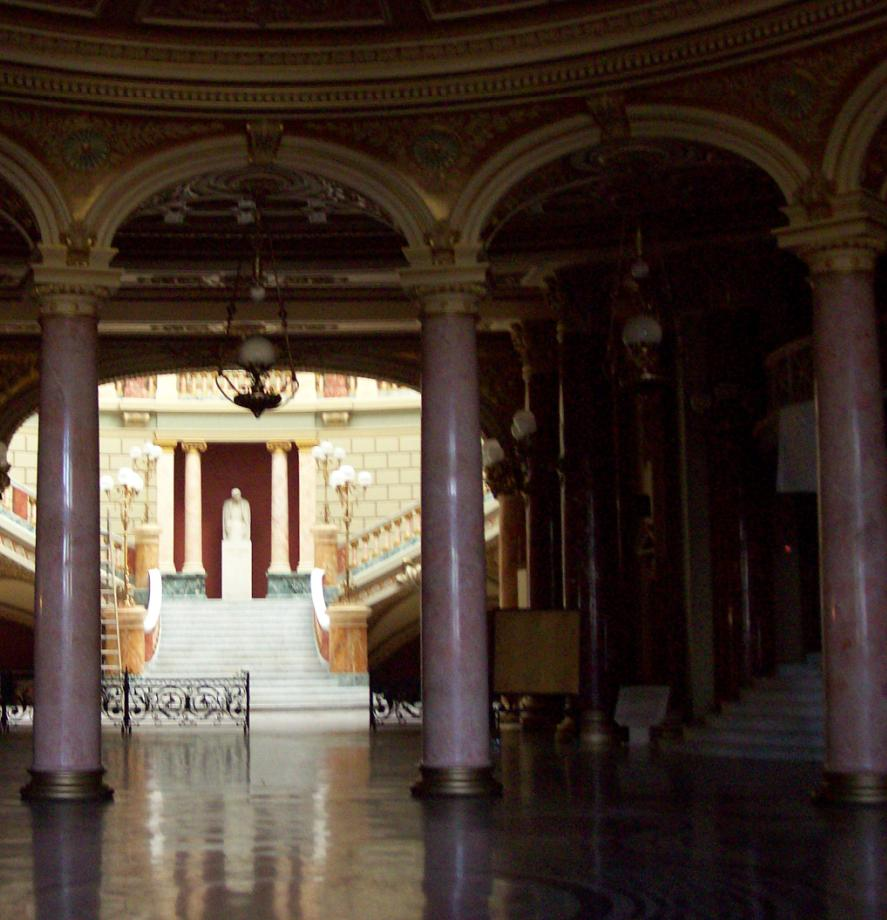
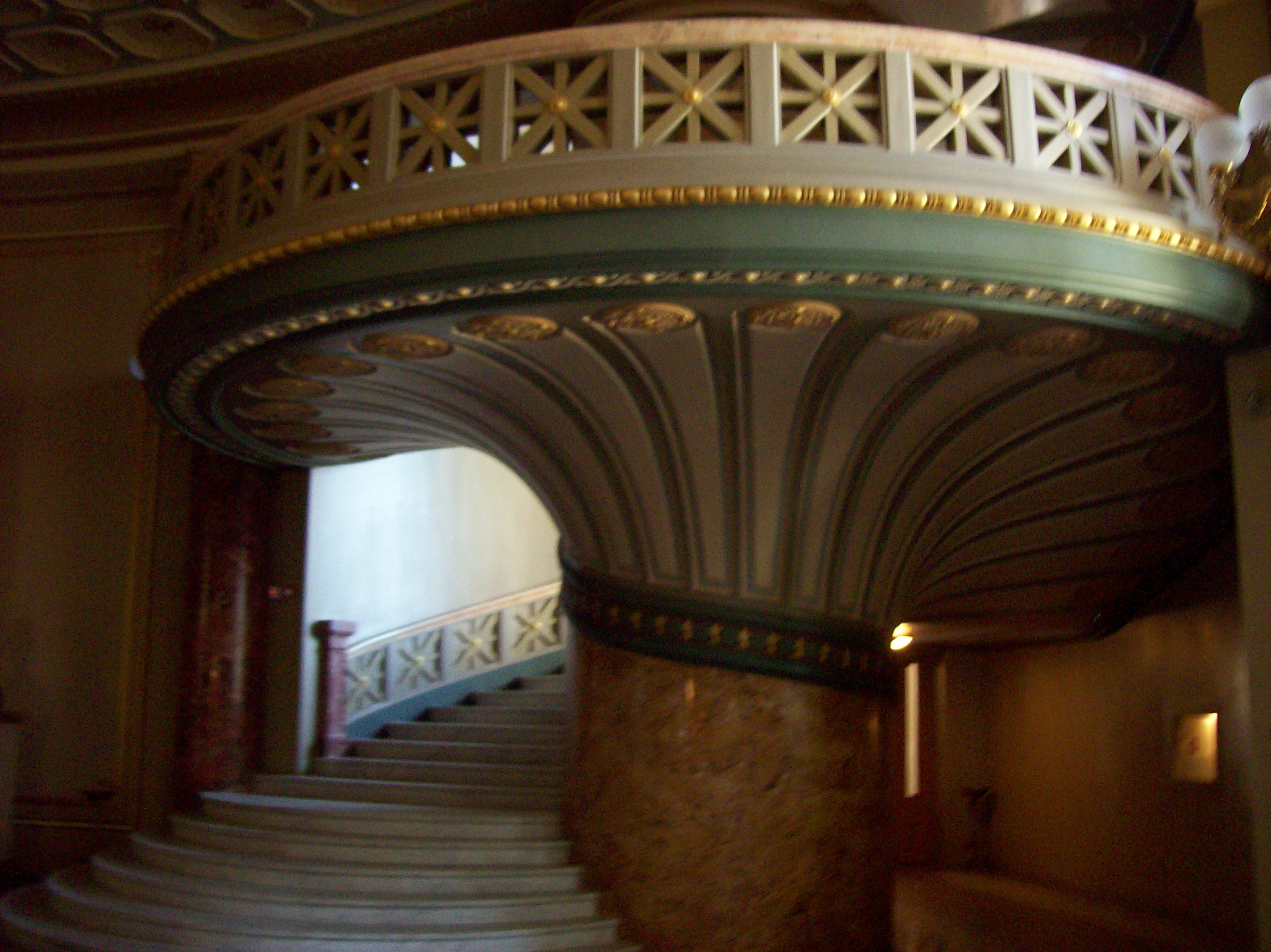
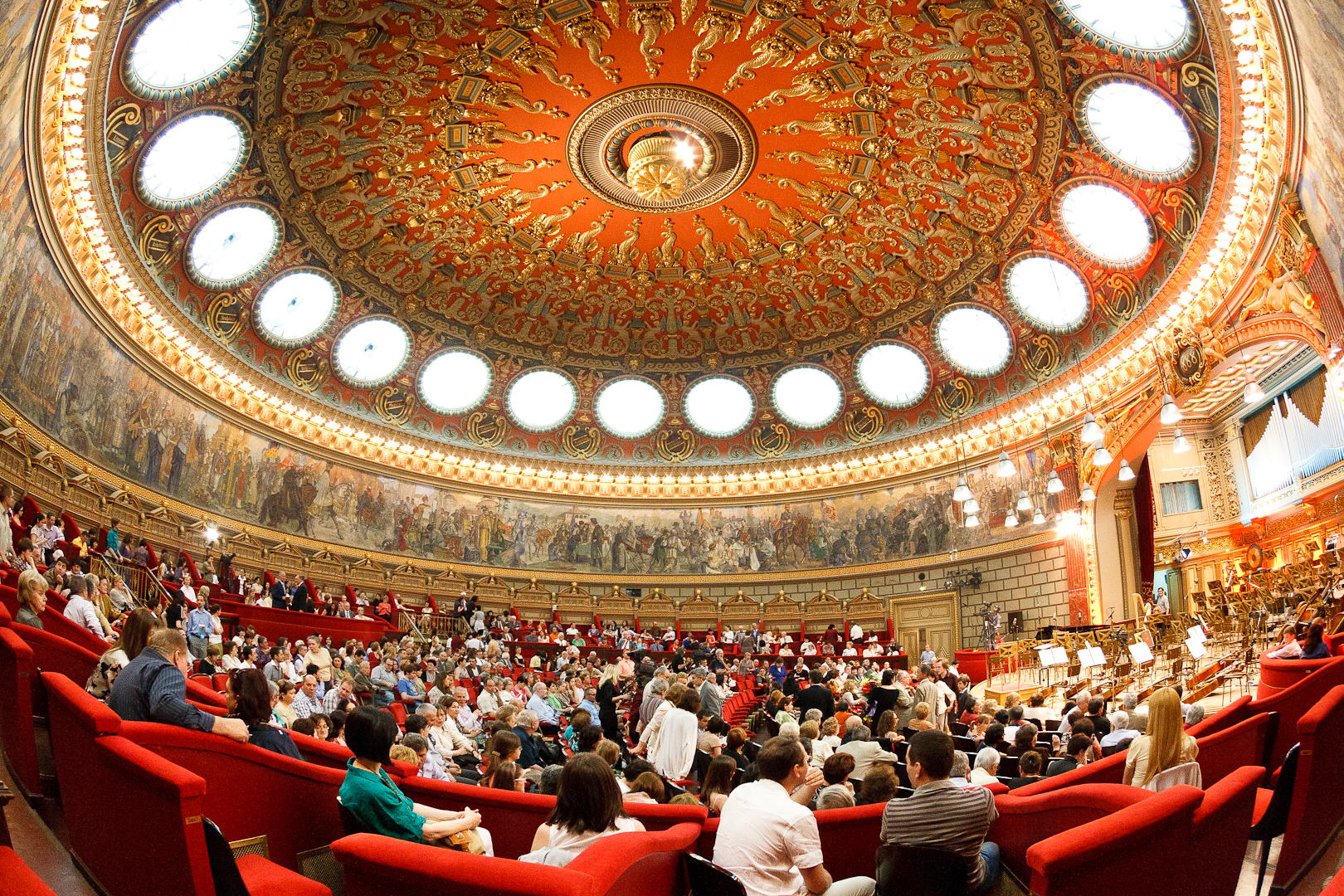
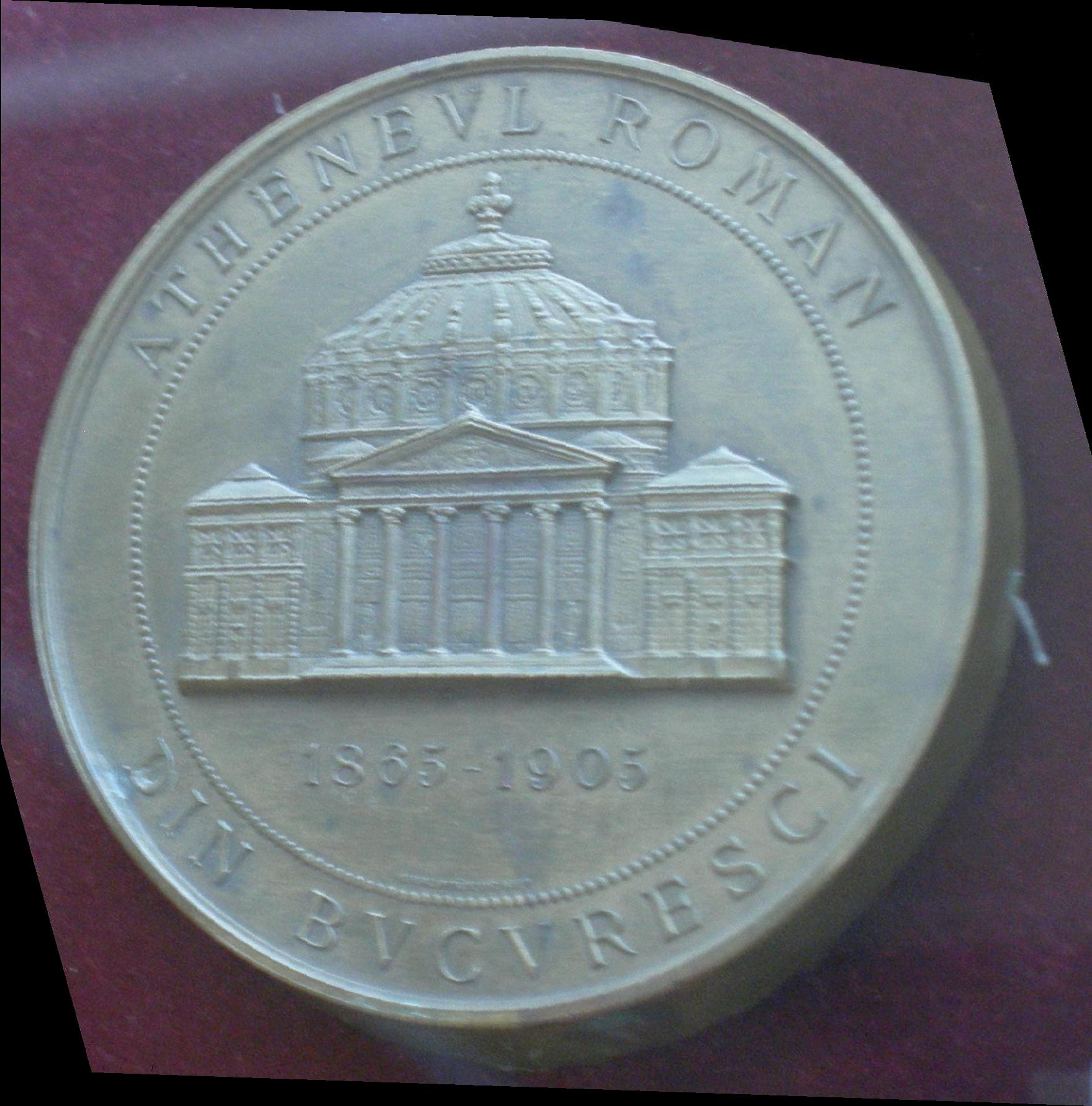
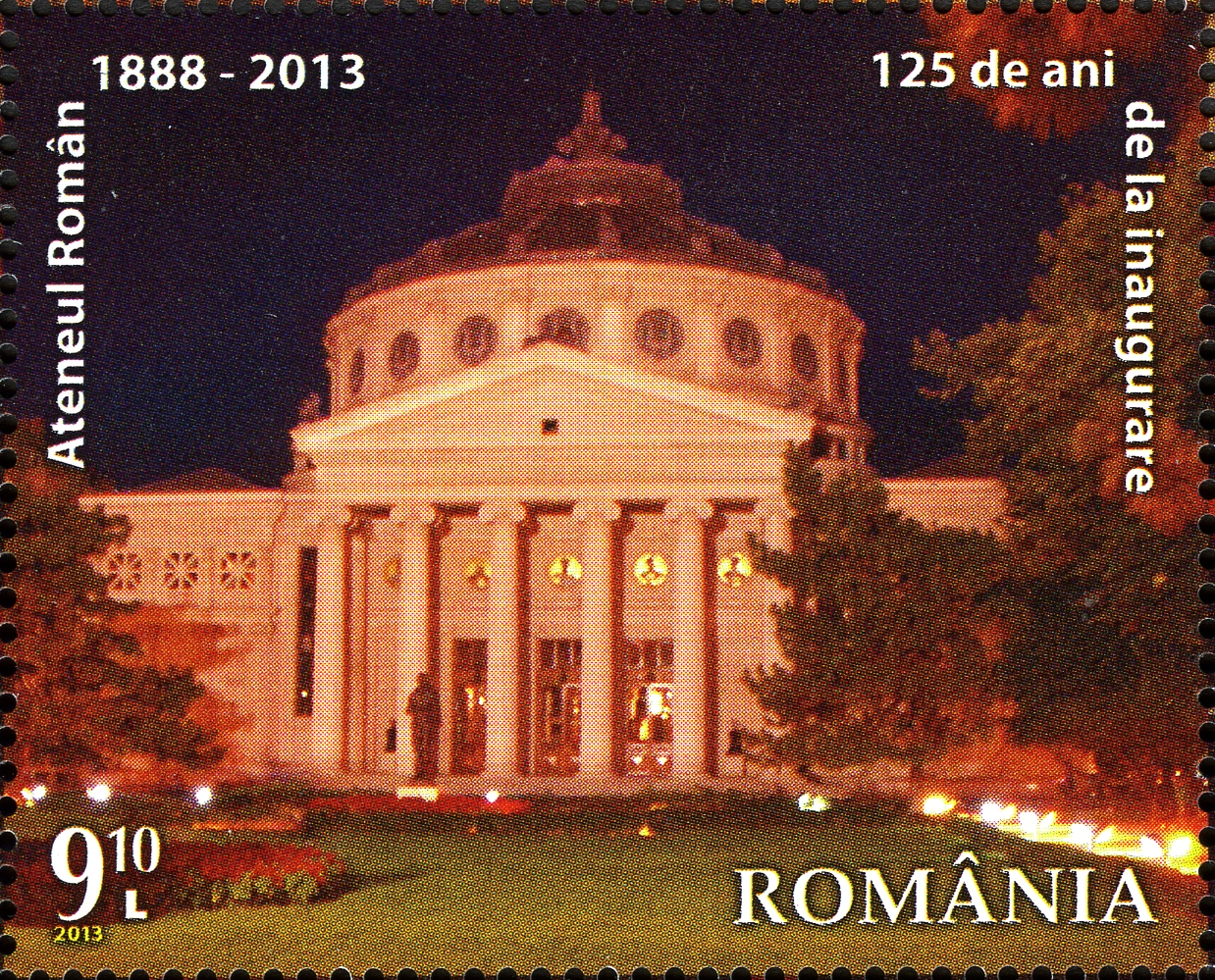